# Ernst-Thälmann-Park
L'Ernst-Thälmann-Park è un parco di Berlino, nel quartiere di Prenzlauer Berg. È parte di un complesso che comprende edifici residenziali, centri culturali, il planetario Zeiss, un ospedale (preesistente) e il monumento a Ernst Thälmann.

## Pianta dell'area
1. Monumento a Ernst Thälmann
2. Traditionskabinett
3.
4. Kulturhaus
5. Theater unterm Dach
6.
7. Negozi di quartiere
8.
9. Piscina coperta
10.
11. Palestra
12. Scuola
13. Ospedale di Prenzlauer Berg
14. Scuola materna

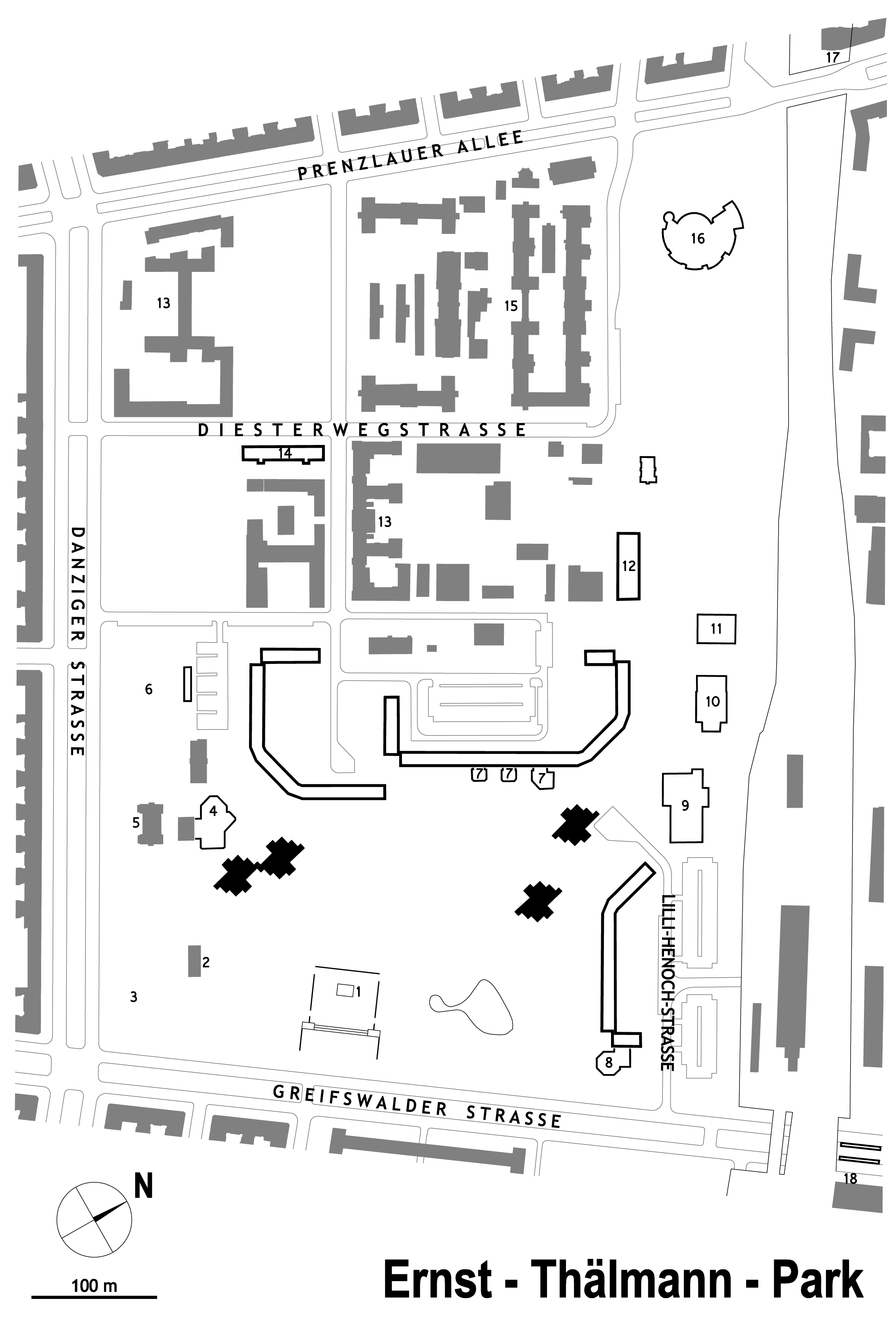
Pianta dell'area

15. Uffici del distretto di Pankow (già municipio di Prenzlauer Berg)
16. Planetario Zeiss
17. Stazione della S-Bahn Prenzlauer Allee
18. Stazione della S-Bahn Greifswalder Strasse

## Storia
L'area dell'Ernst-Thälmann-Park, compresa fra la Ringbahn (ferrovia circolare) e le strade Danziger Straße, Greifswalder Straße e Prenzlauer Allee, era precedentemente occupata da un'officina del gas, costruita nel 1871. Il complesso, di alto valore storico ed artistico, fu chiuso nel 1982 ed abbattuto poco dopo nonostante le proteste della cittadinanza, che ne richiedeva il mantenimento e riutilizzo a scopi culturali.
Al posto dell'officina del gas sorse un complesso di nuovi edifici affacciati sul nuovo parco. Il progetto, dovuto all'architetto Erhardt Gißke, fu realizzato dal 1983 al 1986. L'inaugurazione avvenne il 16 aprile dello stesso anno, in occasione del 100º anniversario della nascita del leader comunista Ernst Thälmann. L'Ernst-Thälmann-Park assunse altresì il ruolo di "progetto-vetrina" del programma edilizio della Repubblica Democratica Tedesca in occasione dei festeggiamenti per il 750º anniversario della fondazione della città (1987).

## Il parco
Il parco propriamente detto ha un'area di 16 ettari (l'intera area del complesso è di 25 ettari). Al suo interno si trovano una piscina coperta, una scuola, un laghetto e un campo giochi decorato con mosaici di ceramica. Nel parco sono poste alcune statue, realizzate da artisti contemporanei.

## Il monumento a Ernst Thälmann
Il monumento a Ernst Thälmann fu eretto fra il 1981 e il 1986 su progetto dello scultore sovietico Lev Kerbel.
Ha un'altezza di 14 m e una larghezza di 15, per un peso complessivo di 200 tonnellate. È in bronzo, su un basamento di granito ucraino.

## Attrezzature culturali

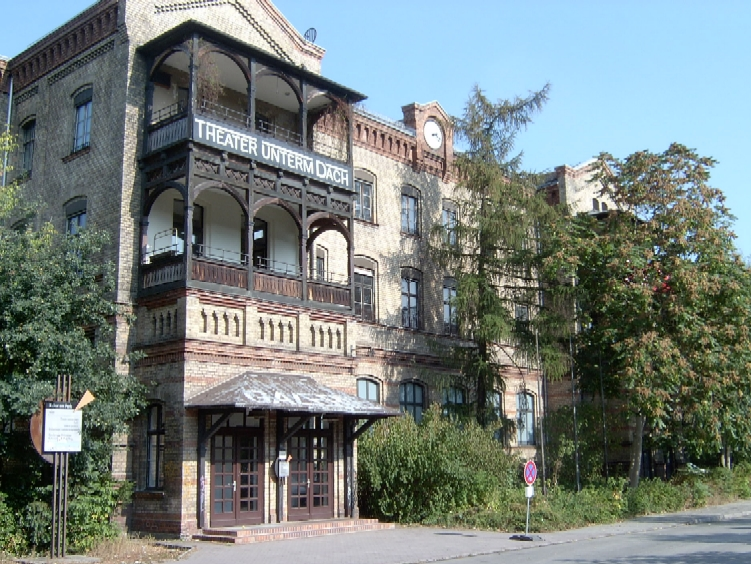
Il Theater unterm Dach

Una palazzina, che originariamente ospitava gli uffici amministrativi dell'officina del gas, è oggi sede del teatro Theater unterm Dach. Vi sono poi il centro culturale "WABE", la galleria d'arte "Parterre" ed altri locali di divertimento.
Al limite ovest dell'area, affacciato sulla Prenzlauer Allee, è il planetario Zeiss.

## Gli edifici residenziali
Il complesso di edifici residenziali comprende 1332 appartamenti per circa 4 000 abitanti.
Vi sono 4 edifici a torre (uno di 14, due di 17 e uno di 20 piani) e tre edifici articolati in linea (da 6 ad 8 piani), tutti costruiti con il sistema di prefabbricazione a pannelli (Plattenbau).